# ミッチェル・ジョンソン
ミッチェル・ガイ・ジョンソン（英: Mitchell Guy Johnson 、1981年11月2日 - ）は、オーストラリア・クイーンズランド州・タウンズビル出身の元プロクリケット選手。元オーストラリア代表。ポジションはボウラー。

## 概要
20世紀有数のクリケット選手の一人。2009年と2014年には世界年間最優秀選手に贈られるサー・ガーフィールド・ソバーズ・トロフィーを受賞。